# Liste der Einträge im National Register of Historic Places im Roberts County (South Dakota)

Lage des Roberts County in South Dakota

Die Liste der Einträge im National Register of Historic Places im Roberts County in South Dakota führt alle Bauwerke und historischen Stätten im Roberts County auf, die in das National Register of Historic Places aufgenommen wurden.

## Legende
| NRHP | Historic Place    |
| HD   | Historic District |

## Aktuelle Einträge
| [ 2 ] | Name                                                            | Bild                                                            | Eintragsdatum        | Lage                                                                  | Ort                      | Beschreibung                                                                                  |
| ----- | --------------------------------------------------------------- | --------------------------------------------------------------- | -------------------- | --------------------------------------------------------------------- | ------------------------ | --------------------------------------------------------------------------------------------- |
| 1     | Hart School No. 3                                               | Hart School No. 3                                               | 2000 ID-Nr. 00000994 | Abseits der 113th Street 45° 45′ 0″ N, 96° 53′ 18″ W                  | nordöstlich von Sisseton |                                                                                               |
| 2     | Knapp Ranch                                                     | Knapp Ranch                                                     | 2005 ID-Nr. 05000282 | 13168 450th Avenue 45° 28′ 40″ N, 97° 12′ 19″ W                       | Ortley                   |                                                                                               |
| 3     | New Effington Hospital                                          | New Effington Hospital                                          | 1989 ID-Nr. 89000829 | Oddin Avenue 45° 51′ 14″ N, 96° 55′ 5″ W                              | New Effington            |                                                                                               |
| 4     | Robar Trading Post                                              |                                                                 | 1988 ID-Nr. 88000582 | Adresse nicht veröffentlicht                                          | Wilmot                   | Stelle eines früheren Handelspostens                                                          |
| 5     | Roberts County Courthouse                                       | Roberts County Courthouse                                       | 1976 ID-Nr. 76001755 | SD 10 45° 39′ 47″ N, 97° 2′ 41″ W                                     | Sisseton                 | 1902 im Stil der Neorenaissance errichtetes Justiz- und Verwaltungsgebäude des Roberts County |
| 6     | Sisseton Carnegie Library                                       | Sisseton Carnegie Library                                       | 1996 ID-Nr. 96001227 | 215 Oak Street, East 45° 39′ 53″ N, 97° 2′ 49″ W                      | Sisseton                 |                                                                                               |
| 7     | Site 39RO71                                                     |                                                                 | 2005 ID-Nr. 05000588 | Adresse nicht veröffentlicht                                          | Sisseton                 | Archäologische Fundstätte                                                                     |
| 8     | South Dakota Department of Transportation Bridge No. 55-030-418 | South Dakota Department of Transportation Bridge No. 55-030-418 | 1999 ID-Nr. 99001437 | Eisenbahnbrücke über eine örtliche Straße 45° 19′ 48″ N, 97° 9′ 53″ W | Ortley                   |                                                                                               |
| 9     | Andrew and Mary Stavig House                                    | Andrew and Mary Stavig House                                    | 1997 ID-Nr. 97001392 | 112 1st Avenue, West 45° 39′ 41″ N, 97° 3′ 9″ W                       | Sisseton                 |                                                                                               |
| 10    | Walla Lutheran Church                                           | Walla Lutheran Church                                           | 2004 ID-Nr. 04000470 | 46532 105th Street 45° 51′ 56″ N, 96° 53′ 22″ W                       | New Effington            | 1902 im neugotischen Stil errichtete lutherische Kirche                                       |